# Lawrence James
Edwin James Lawrence (Bath, 26 maggio 1943) è uno storico britannico.
Nativo di Bath (Somerset), viene più spesso chiamato Lawrence James. Noto per i suoi studi e i suoi libri di carattere storico. ha scritto numerosi libri di divulgazione storica sull'Impero britannico. Collabora anche con il Daily Mail, il Times e la Literary Review.

## Studi
James ha conseguito il Bachelor of Arts in English & History all'Università di York nel 1966.
Ha in seguito ottenuto un PhD nel Merton College dell'Università di Oxford e nel 1985 ha intrapreso la carriera di scrittore a tempo pieno.

## Opere principali
- "Crimea 1854-56: The War With Russia from Contemporary Photographs", 1981
- "The Savage Wars : British Campaigns in Africa 1870-1920", 1985
- "Mutiny: In the British and Commonwealth Forces, 1797-1956", 1987
- Imperial Rearguard: The Last Wars of Empire, 1988
- The Golden Warrior: The Life and Legend of Lawrence of Arabia, 1990
- Imperial Warrior: The Life and Times of Field Marshal Viscount Allenby, 1993
- The Rise and Fall of the Oliver brothers, 1989–oggi
- Raj: The Making and Unmaking of British India, 1997
- The Illustrated Rise and Fall of the British Empire, 1999
- Warrior Race: A History of the British at War, 2001
- The Iron Duke: A Military Biography of Wellington, 2002
- The Middle Class, 2006
- "Aristocrats: Power, Grace and Decadence - Britain's Great Ruling Classes from 1066 to the Present", 2009